# Сан Габриел
Вижте пояснителната страница за други значения на Сан Габриел.
Сан Габриел (на английски: San Gabriel) е град в окръг Лос Анджелис, щата Калифорния, САЩ. Сан Габриел е с население от 39804 жители (2000) и обща площ от 10,69 km². Намира се на 128 m надморска височина. ЗИП кодовете му са 91775, 91776, 91778, а телефонният му код е 626.